# Nicu Vlad
Nicu Vlad (* 1. November 1963 in Piscu, Kreis Galați) ist ein ehemaliger rumänisch-australischer Gewichtheber und Funktionär.

## Karriere als Sportler
Nicu Vlad gewann in seiner Karriere mehrere Weltmeisterschaften und olympische Medaillen für Rumänien. 1994 trat er kurzzeitig für Australien an.
Vlad wurde als Schüler von dem ehemaligen Gewichtheber Gheorghe Gospodinov entdeckt, der ihn in die Sportschule nach Galați mitnahm. Als Gospodinov zu Rapid Bukarest wechselte, folgte Vlad ihm und blieb bis zu seinem Olympiasieg 1984 sein Schüler. Später wechselte Vlad zu Steaua Bukarest und wurde von Dragomir Cioroslan trainiert.
Seine erste Weltmeisterschaft gewann Vlad zusammen mit den Olympischen Spielen 1984 in Los Angeles, die damals noch gleichzeitig die Weltmeisterschaften repräsentierten. Er hob 392,5 kg in der Klasse bis 90 kg und distanzierte damit den Zweitplatzierten um 32,5 kg. Dies wäre mit der Anwesenheit der Sowjetheber, die die Spiele boykottieren mussten, sicher nicht möglich gewesen.
1985 wechselte Vlad dann ins 1. Schwergewicht (damals bis 100 kg) und belegte bei der Weltmeisterschaft in Södertälje den 3. Platz mit 405 kg im Zweikampf hinter Pawel Kusnezow aus der Sowjetunion. Bereits zur WM 1986 ein Jahr später steigerte er sich auf 437,5 kg und gewann Gold im Zweikampf. 1987 platzierte er sich erneut hinter Pawel Kusnezow und wurde Vizeweltmeister im Zweikampf mit 420 kg.
Bei seinen zweiten Olympischen Spielen musste sich Vlad 1988 in Seoul wieder beugen und gewann mit 402,5 kg die Silbermedaille hinter Kuznezow mit 425 kg. Der ursprünglich Zweitplatzierte Andor Szanyi erzielte 407,5 kg, wurde aber wegen Dopings disqualifiziert. Bei der Weltmeisterschaft 1989 in Athen gewann er wieder einmal Silber hinter dem Bulgaren Petar. 1990 konnte er dann seinen dritten WM-Sieg verwirklichen und gewann mit 412,5 kg in der Klasse bis 100 kg Gold.
Bei seinen dritten Olympischen Spielen 1992 trat Vlad trotz nur 103,10 kg Körpergewicht in der Klasse bis 110 kg an und belegte dort den 4. Platz. Zur WM 1993 in Melbourne wechselte er allerdings wieder in die neue Klasse bis 99 kg und konnte dort Silber im Reißen gewinnen. Im Stoßen konnte er keinen gültigen Versuch einbringen und somit auch keine Zweikampfwertung. 1994 in Istanbul startete Nicu Vlad dann eine Klasse höher, bis 108 kg. Dort holte er zwei Silbermedaillen im Stoßen und im Zweikampf sowie eine Bronzene im Reißen.
Den Abschluss seiner Karriere bildeten seine nunmehr vierten Olympischen Spiele 1996 in Atlanta, bei denen er in der Klasse bis 108 kg mit 420 kg im Zweikampf den 3. Platz erlangte. Der Zweitplatzierte Russe Sergei Syrtsov hob dieselbe Last, war aber 480 Gramm leichter.
Das Rumänische Kreuzheben, eine Variante des Kreuzhebens, geht auf ihn zurück.

## Funktionär und Dopingskandal
Nach seiner Karriere war Vlad zunächst als Trainer tätig und ist seit 1997 Präsident des Rumänischen Gewichtheberverbandes. Vlad ist 2006 in die Hall of Fame der International Weightlifting Federation (IWF) aufgenommen worden.
Am 1. April 2009 wurde er zum Vizepräsidenten der IWF gewählt, nachdem er längere Zeit Mitglied in deren Technischen Komitee war.
Anfang Januar 2020 deckte die ARD-Dopingredaktion in ihrer Dokumentation Geheimsache Doping – Der Herr der Heber systemisches Doping im Gewichtheben, einen Ablasshandel im Weltverband sowie die Veruntreuung von Geldern in Millionenhöhe über viele Jahre hinweg auf; im Zentrum der Taten stand der langjährige IWF-Präsident Tamás Aján, aber auch weitere Verbandsfunktionäre, darunter Vlad, spielten eine zentrale Rolle.
Nicu Vlad wurde daraufhin suspendiert und 2022 vom CAS lebenslang als Sportfunktionär gesperrt.

## Persönliche Bestleistungen
- Reißen: 200,5 kg in der Klasse bis 100 kg bei der WM in Sofia
- Stoßen: 237,5 kg in der Klasse bis 100 kg bei der WM in Sofia
- Zweikampf: 437,5 kg in der Klasse bis 100 kg bei der WM in Sofia